# Place de La Liberté (Erevan)
Pour les articles homonymes, voir Place de la Liberté.
La place de la Liberté (arménien : Ազատության հրապարակ, Azatut'yan hraparak) est une place à Erevan, en Arménie.

## Situation et accès
Située dans le district du Kentron (Centre), la place de la Liberté est, avec la place de la République, une des deux principales places du centre d'Erevan. Elle est entourée de quatre rues : rue Toumanian, rue Teryan, avenue Sayat Nova et avenue Mesrop-Machtots.
L'espace fait partie du complexe de l'opéra d'Erevan, situé tout près, au sud du bâtiment principal de l'opéra, entre le parc de l'opéra et le lac des Cygnes.
L'esplanade de la place de la Liberté peut contenir, selon les estimations, 40 000 personnes au maximum, de 42 000 à 45 000 ou jusqu'à 50 000 personnes.

## Historique
Elle a été connue jusqu'en 1991 sous le nom de « place de l'Opéra » ou « place du Théâtre » (Թատերական հրապարակ, T'aterakan hraparak).
Du fait des nombreuses manifestations tenues sur la place de la Liberté, celle-ci a été décrite comme un « symbole de la démocratie » en Arménie.

### 1988: laguerre du Haut-Karabagh
L'espace semi-circulaire est connue pour son rôle éminent dans l'histoire moderne de l'Arménie. Depuis la guerre du Haut-Karabagh de février 1988, la place de la Liberté est devenue un centre de manifestations populaires. Pour réprimer les manifestations, la place de la Liberté d'Erevan a été fermée plusieurs fois en 1988 par la police et les forces militaires soviétiques,,.

### Manifestations depuis 1991
Après l'indépendance de l'Arménie en 1991, la place a été le principal lieu de rassemblements anti-gouvernementaux, notamment ceux ayant suivi les élections présidentielles de 1996, 2003, 2008 et 2013.
Dans la foulée des contestations de l'élection présidentielle de 2008, des milliers de partisans du leader de l'opposition et premier président de l'Arménie Levon Ter-Petrossian se sont rassemblés sur la place et ont commencé un sit-in. Tôt le matin du 1er mars 2008, ces manifestations pacifiques ont été violemment dispersées par la police et la place a été interdite aux civils. Pendant environ 20 jours, la place est restée occupée par les forces armées et de sécurité pour faire respecter l'état d'urgence. Par la suite, la place a été interdite aux rassemblements pendant plus de trois ans, jusqu'au 17 mars 2011 lors du grand rassemblement organisé par le Congrès national arménien de l'ancien président Ter-Petrossian.
Le 22 avril 2018, plusieurs milliers de manifestants descendent sur la place pour protester contre l'arrestation de Nikol Pachinian, opposant au premier ministre Serge Sarkissian ; 232 manifestants sont arrêtés et 7 conduits à l'hôpital. Les manifestations continues depuis le 13 avril 2018 conduisent à la démission de Serge Sarkissian le 23 avril.
Le 20 février 2021, plusieurs milliers de personnes manifestent pour réclamer la démission de Nikol Pachinian, premier ministre depuis 2018, en lui reprochant d'avoir mal défendu les intérêts du pays lors de la guerre contre l'Azerbaïdjan en 2020.

### Le parking souterrain
Le 28 août 2008, le gouvernement arménien a décidé d'entamer la construction d'un parking souterrain sous la place afin de soulager les rues environnantes où les voitures garées compliquaient souvent la circulation. L'opposition prétend que cette décision avait pour réel objectif d'empêcher les démonstrations ; le gouvernement a nié ces allégations. Les parking de trois étages pouvant abriter jusqu'à 500 voitures a été ouvert le 24 mai 2010 en présence du maire Gagik Beglarian et du Président Serge Sarkissian. Le coût du projet est évalué à environ 10,5 millions de dollars,.